# Aboma etheostoma
Aboma etheostoma är en fiskart som beskrevs av D. S. Jordan och Starks 1895. Aboma etheostoma är ensam i släktet Aboma som ingår i familjen smörbultsfiskar. IUCN kategoriserar arten globalt som otillräckligt studerad. Inga underarter finns listade i Catalogue of Life.
Det vetenskapliga släktnamnet Aboma är i Surinam en beteckning för ormar.
Arten förekommer vid Centralamerikas västra kustlinje från Mexiko till Panama. Den blir upp till 3,4 cm lång. Huvudet kännetecknas av stora ögon och en liten mun. Aboma etheostoma har sju fenstrålar i ryggfenan. Av dessa kan de två första vara förstorade hos hannar. Fjällen på bålen har ljusbruna pigment.
Denna fisk äter havslevande maskar och kräftdjur.